# 能量、性、死亡
《能量、性、死亡：线粒体与我们的生命》（英語：Power, Sex, Suicide: Mitochondria and the Meaning of Life）是一本伦敦大学学院的尼克·連恩在2005年创作的大众科学图书，介绍了线粒体与多細胞生物有性生殖的演化、衰老的关系，2006年获英国皇家学会科学图书奖提名。